# Martim Gomes da Silva
D. Martim Gomes da Silva (1150 - ?) foi um nobre e cavaleiro medieval do Reino de Portugal.

## Relações familiares
Foi filho de  Gomes Pais da Silva e de Urraca Nunes Velho, filha de Nuno Soares Velho e de Môr Pires Perna. Casou com Urraca Rodrigues filha de Rodrigo Fernandes de Toronho e de Aldonça Peres, de quem teve:
1. Aldonça Martins da Silva (1175 -?), que foi casada com Diogo Froilaz, e amante do rei D. Afonso IX de Leão (Zamora, 15 de Agosto de 1171 - Zamora, 23 de Setembro de 1230).